# キクザキオクチョウジザクラ
キクザキオクチョウジザクラ（菊咲奥丁字桜、学名：Cerasus apetala (Sieb. & Zucc.) H.Ohba var. pilosa (Koidz.) H.Ohba f. multipetala (Kawas.) H.Ohba）は、バラ科サクラ属の植物。チョウジザクラ群の園芸品種の一つ。ヒナギクザクラとしても知られており、一般的にはこの名前のほうが有名である。

## 特徴
花期は3月中旬から4月にかけて。花の色は桃色から白。八重咲きであり、多くの花弁をつける。この花弁は蕾の中に蕾があるような形をしている。
樹木としての特徴はオクチョウジザクラに似ており、背の低いうちから枝を増やそうとする。
オクチョウジザクラが八重咲きになったものとも、八重咲きの品種との雑種とも言われている。
新潟県の弥彦神社に植わっているものが原木とされている。